# Eric Chase Anderson
Eric Chase Anderson (Houston, 18 settembre 1972) è uno scrittore, illustratore, designer e attore statunitense.

## Biografia
Il suo primo romanzo Chuck Dugan Is AWOL, "un romanzo con mappe", fu pubblicato dalla Narnia Books nel 2004. Le sue pubblicazioni sono anche comparse sul TIME e sul New York Observer.
Ha ideato e creato le mappe, copertine, e altri oggetti legati ai film del fratello Wes Anderson: Un colpo da dilettanti (Bottle Rocket), Rushmore, I Tenenbaum (The Royal Tenenbaums), Le avventure acquatiche di Steve Zissou (The Life Aquatic with Steve Zissou) Hotel Chevalier e Il treno per il Darjeeling (The Darjeeling Limited).
Anderson ha anche aiutato il fratello a concettualizzare le scenografie per I Tenenbaum ed a fare mappe dettagliate di ogni stanza della loro casa per i progettisti di produzione da usare come guide. Inoltre ha creato tutti i disegni e i dipinti, venendo poi accreditato come Richie Tenenbaum nei titoli di coda del film. Talvolta assume anche piccoli ruoli nei film del fratello ed è stato la voce di Kristofferson Silverfox nel film Fantastic Mr. Fox 2009.
Mentre frequentava la scuola di cinema, ha diretto The Ant Colony, film che è stato mostrato per due notti al Biograph Theater di Washington.

## Filmografia
- Rushmore (1998)
- I Tenenbaum (The Royal Tenenbaums) (2001)
- Le avventure acquatiche di Steve Zissou (The Life Aquatic with Steve Zissou) (2004)
- Fantastic Mr. Fox (2009)
- Moonrise Kingdom - Una fuga d'amore (Moonrise Kingdom) (2012)